# Обергоф (Ааргау)
Обергоф (нім. Oberhof AG) — громада  в Швейцарії в кантоні Ааргау, округ Лауфенбург.

## Географія
Громада розташована на відстані близько 75 км на північний схід від Берна, 8 км на північний захід від Аарау.
Обергоф має площу 8,2 км², з яких на 5,9% дозволяється будівництво (житлове та будівництво доріг), 52,5% використовуються в сільськогосподарських цілях, 41,6% зайнято лісами, 0% не є продуктивними (річки, льодовики або гори).

## Демографія
2019 року в громаді мешкало 589 осіб (+3,7% порівняно з 2010 роком), іноземців було 11,2%. Густота населення становила 72 осіб/км².
За віковим діапазоном населення розподілялося таким чином: 26,5% — особи молодші 20 років, 58,7% — особи у віці 20—64 років, 14,8% — особи у віці 65 років та старші. Було 236 помешкань (у середньому 2,5 особи в помешканні).
Із загальної кількості 138 працюючих 63 було зайнятих в первинному секторі, 37 — в обробній промисловості, 38 — в галузі послуг.